# Николаева, Елена Андреевна
Елена Андреевна Николаева (род. 9 февраля 1983, Москва, СССР) — российская актриса театра и кино.

## Биография
Елена Николаева родилась 9 февраля 1983 года в Москве. Мать — артистка балета, в прошлом была солисткой Русского народного хора имени М. Е. Пятницкого.
В 1998 году Елена окончила балетную школу-студию И. А. Моисеева. В 2006 году окончила ГИТИС (мастерская О. Л. Кудряшова).
С 2007 года является актрисой Театра наций. Играла ведущие роли в спектаклях «Шведская спичка», «Figaro. События одного дня», «Электра», «Любовницы» и других. Театральный критик Оксана Кушляева писала: «Электра Елены Николаевой кажется героиней трагической. Злая, некрасивая, сильная, бьётся она в этой пластиковой клетке, неистово заклинает, взывает к небесам. Текст Еврипида, произносимый Николаевой страстно, с должным трагическим пафосом, её же монотонная стирка грязных мужниных маек, вводящая в транс, — всё это напоминает ту героиню, которую можно увидеть в „продвинутой“ постановке трагедии, где разными современными средствами режиссёры пытаются прорваться в сферу иррационального». Также высоких оценок критиков было удостоено её исполнение роли Бригитты в спектакле «Любовницы».
В 2019 году сыграла Леди Макбет в спектакле «Макбет» Театра на Малой Бронной.
С 2003 года снимается в кино. Играла главные роли в фильмах «История весеннего призыва», «Неваляшка», «Девочка», «Фонограмма страсти», «Шхера-18», «Клуши», «Острова», и сериалах «Пером и шпагой», «Я вернусь», «Моя вторая половинка», «Метод Фрейда», «Две зимы и три лета», «Мамочки», «Свадьбы и разводы», «Миша портит всё».
В 2008 году на II Международном кинофестивале «Зеркало» имени Андрея Тарковского получила специальный приз президента фестиваля за фильм «Девочка».
В 2010 году на XVIII Международном фестивале актёров кино «Созвездие» получила приз зрительских симпатий за роль в фильме «Фонограмма страсти».
С 2018 года является членом Попечительского совета благотворительного фонда «Галчонок».

## Личная жизнь
Была замужем за Константином Парфёновым. В 2009 году у них родился сын Артемий, а в 2012 году — дочь Вероника.

## Театральные работы

### Театр наций
- 2007 — «Шведская спичка» — служанка, жена Чубикова, жена Станового
- 2007 — «Снегири»
- 2008 — «Figaro. События одного дня» — Сюзанна
- 2011 — «Сиротливый запад» — Герлин
- 2012 — «Шоша» — Бэтти Слоним
- 2012 — «Женихи» — старуха, монашка
- 2013 — «Электра» — Электра
- 2013 — «Fарс-Мажорный концерт для драматических артистов и оркестра»
- 2014 — «#сонетышекспира»
- 2015 — «Мы эхо…»
- 2015 — «Сказки Пушкина» — Золотая Рыбка, Царевна-Лебедь
- 2017 — «Цирк» — Раечка
- 2017 — «Синяя синяя птица» — «Эскимо», прачка, «Канарейка», «Красный барабанщик»
- 2018 — «Любовницы» — Бригитта
- 2021 — «Живой Т» — Лиза Протасова
- 2023 — «Последнее лето» — Анна

### Театр на Малой Бронной
- 2019 — «Макбет» — Леди Макбет

## Избранная фильмография
| Год       |     | Название                    | Роль                             |
| --------- | --- | --------------------------- | -------------------------------- |
| 2003      | ф   | История весеннего призыва   | Маша                             |
| 2007      | ф   | Неваляшка                   | Таня                             |
| 2007      | с   | Дом на набережной           | Дина Абажур в молодости          |
| 2007      | с   | Пером и шпагой              | Настя                            |
| 2008      | ф   | Девочка                     | Лена Ярцева                      |
| 2008      | с   | Я вернусь                   | Гуля                             |
| 2008      | с   | Не отрекаются любя...       | Милена                           |
| 2009      | ф   | Фонограмма страсти          | Вита                             |
| 2009      | с   | Золото скифов               | Саша Берестова                   |
| 2010      | ф   | Шхера-18                    | Татьяна                          |
| 2011      | с   | Моя вторая половинка        | Варя                             |
| 2012      | ф   | Клуши                       | Алиса                            |
| 2012      | с   | Метод Фрейда                | Лидия Фадеева                    |
| 2012      | с   | Пока цветёт папоротник      | Олеся Мурашова / Полина Мурашова |
| 2013      | с   | Две зимы и три лета         | Варвара Иняхина                  |
| 2013      | ф   | Острова                     | Таня Калинина                    |
| 2014      | с   | Манекенщица                 | Римма                            |
| 2015—2017 | с   | Мамочки                     | Анна Белоусова                   |
| 2018      | с   | Свадьбы и разводы           | Женя                             |
| 2019      | с   | Слишком много любовников    | Зоя Шагина                       |
| 2020      | с   | Метод 2                     | Надя                             |
| 2020—2021 | с   | Миша портит всё             | Ирина Горшкова                   |
| 2021      | с   | Знахарь 2                   | Виолетта Аристова                |
| 2021      | с   | Медиум                      | Юлия Кондратьева                 |
| 2021      | кор | Яблоня                      | Таня                             |
| 2022      | с   | Цыплёнок жареный            | Аглая                            |
| 2023      | с   | Актрисы                     | Алёна                            |
| 2023      | с   | Госпожа                     | Аглая                            |
| 2024      | ф   | Лёд 3                       | Тамара Бежанова                  |
| 2024      | с   | Что делать женщине, если... | Имя персонажа не указано         |
| 2024      | с   | Лихие                       | Лена, жена Павла Лиховцева       |
| 2025      | с   | Три плюс три                | Света Ларина                     |
| 2025      | с   | Папа Миа                    | Жанна                            |